# Pilorzowa

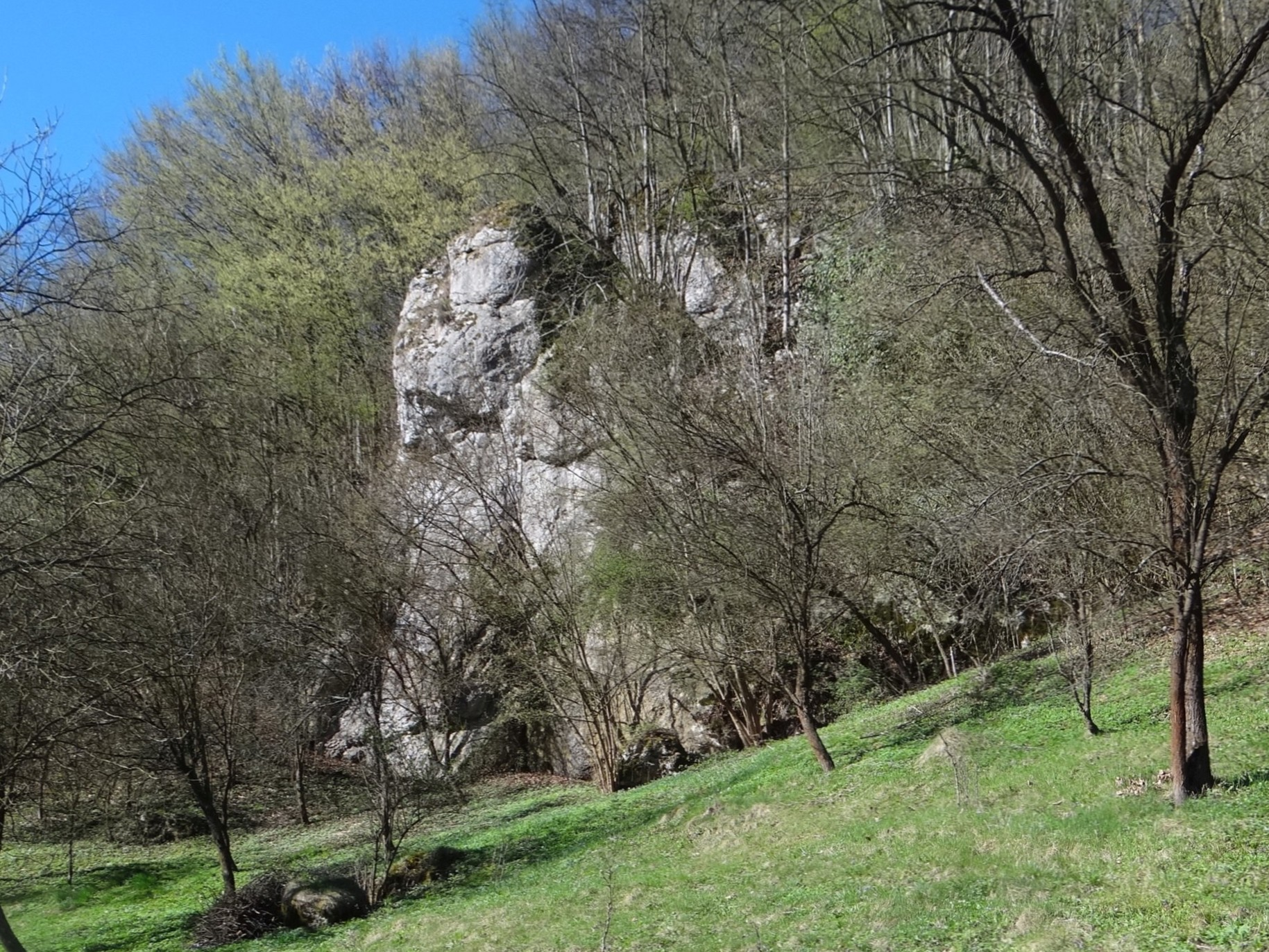
Pilorzowa

Pilorzowa – skała w prawych zboczach Doliny Prądnika w Ojcowskim Parku Narodowym (OPN), w obrębie miejscowości Prądnik Korzkiewski. Wraz ze znajdującą się po lewych zboczach Prądnika skałą Sukiennice tworzą skaliste zwężenie jego doliny (skalną bramę).
Pilorzowa, podobnie jak inne skały Doliny Prądnika, zbudowana jest z twardych wapieni skalistych pochodzących z późnej jury. Jej ściany podcięte zostały przez Prądnik w plejstocenie.
Pilorzowa to niezbyt duża skała. Znajduje się na terenie prywatnym w odległości około 10 m od drogi wśród drzew starego sadu. Z tego powodu jest z w sezonie wegetacyjnym z drogi słabo widoczna.  

## Szlaki turystyczne
czerwony Szlak Orlich Gniazd, odcinek z Prądnika Korzkiewskiego Doliną Prądnika przez Ojców do Zamku w Pieskowej Skale